# Babín (Horažďovice)
Babín (německy Babin) je malá vesnice, část města Horažďovice v okrese Klatovy v Plzeňském kraji. Nachází se asi 3,5 kilometru severovýchodně od Horažďovic. Babín leží v katastrálním území Babín u Horažďovic o rozloze 3,12 km². Vesnicí protéká Březový potok.

## Historie
První písemná zmínka o vesnici pochází z roku 1358.

## Obyvatelstvo
| Rok            | 1869 | 1880 | 1890 | 1900 | 1910 | 1921 | 1930 | 1950 | 1961 | 1970 | 1980 | 1991 | 2001 | 2011 | 2021 |
| -------------- | ---- | ---- | ---- | ---- | ---- | ---- | ---- | ---- | ---- | ---- | ---- | ---- | ---- | ---- | ---- |
| Počet obyvatel | 208  | 261  | 232  | 217  | 202  | 218  | 184  | 154  | 136  | 123  | 107  | 88   | 72   | 56   | 61   |
| Počet domů     | 30   | 35   | 35   | 36   | 36   | 36   | 36   | 38   | 34   | 36   | 33   | 37   | 35   | 37   | 36   |

## Obecní správa
Při sčítání lidu v letech 1850–1962 Babín byl samostatnou obcí, se kterým patřil nejprve do okresu Strakonice, ale v roce 1950 v okrese Horažďovice. Od roku 1963 je částí města Horažďovice v okrese Klatovy.

## Pamětihodnosti
- Boží muka